# Троценко, Стефания Яковлевна
Стефания Яковлевна Троценко (17 ноября 1905, Вишняки, Хорольский район — 1998) — советский медик, государственная деятельница, заместитель директора по научной части Научно-исследовательского института физических методов лечения имени Сеченова, кандидат медицинских наук. Кандидат в члены ЦК КПУ в 1954—1956 годах. Депутат Верховного Совета РСФСР 3-го созыва. Депутат Верховного Совета УССР 4-го созыва.

## Биография
Родилась в семье крестьянина 17 ноября 1905 года. В 1915 году вместе с семьей переехала в город Севастополь.
В 1928 году окончила Кубанский медицинский институт. Член ВКП(б) с 1939 года.
До Великой Отечественной войны работала главным врачом Терапевтической клиники имени Щербакова при Научно-исследовательском институте физических методов лечения имени Сеченова в Севастополе.
Участница обороны Севастополя. В 1941 — 1942 годах главный врач и секретарь партийной организации 2-й Севастопольской городской поликлиники, одновременно выполняла обязанности начальника медико-санитарной службы местной ПВО Северного района города Севастополя. Работала в эвакуационном госпитале 3450 Черноморского флота. В июле 1942 году подобрана катером с воды в районе Херсонесского маяка и эвакуирована из Севастополя в Казахскую ССР.
Первый секретарь Севастопольского горкома Б. А. Борисов вспоминал: "Возле института слышу крик: — Товарищ Борисов! Женщина в рваном белом халате. Лицо и волосы в копоти, в крови. Узнаю Стефанию Яковлевну Троценко, главного врача поликлиники... ...Работа шла своим чередом. Вдруг загремели зенитки. Я распорядилась всем спуститься в убежище… Раздался невероятный грохот, меня отбросило к стене. Слышу крики. Поднимаюсь, и первое, что вижу, — прислонился к стене механик поликлиники Шинкаренко, с которым только что разговаривала… Лицо в крови, выбит глаз… Никак не найдем санитарку Иванкову, ее сынишку Шурика и еще двух человек… Погибло десять сотрудников, несколько человек ранено… Если бы вы пришли на две-три минуты раньше, и для вас все могло кончиться иначе…"
С июня 1943 года — в Советской армии. Работала врачом терапевтического госпиталя Воронежского фронта, врачом хирургического госпиталя 1-го Украинского фронта. В августе 1946 году демобилизовалась из армии. Капитан медицинской службы.
В 1946 — 1984 старший научный сотрудник, заведующая физиотерапевтическим отделением, заместитель директора по научной части Научно-исследовательского института физических методов лечения имени Сеченова, который после эвакуации разместился в городе Ялта. Автор более 70 печатных работ.
Кандидат в члены ЦК КПУ в 1954—1956 годах. Депутат Верховного Совета РСФСР 3-го созыва. Депутат Верховного Совета УССР 4-го созыва в 1955-1959 годах.
С 1984 года — на пенсии.
Возглавляла ялтинское отделение общества «Знание», с сентября 1960 года возглавляла ялтинское отделение Общества «СССР - Франция».

## Семья
- муж погиб в 1939 году.
- воспитывала дочь погибшего на войне брата, в дальнейшем известный ялтинский медик.

## Награды[1]
- грамота Верховного совета КрАССР
- грамота Верховного совета КрАССР
- медаль "За оборону Севастополя" (1943)[4]
- орден Красной Звезды (20.02.1943)
- медаль «За победу над Германией в Великой Отечественной войне 1941—1945 гг.» (9.05.1945)
- орден Трудового Красного Знамени
- Юбилейная медаль «50 лет Вооружённых Сил СССР» (1968)
- Медаль «В ознаменование 100-летия со дня рождения Владимира Ильича Ленина» (1970)
- Юбилейная медаль «Тридцать лет Победы в Великой Отечественной войне 1941—1945 гг.» (1975)
- Юбилейная медаль «60 лет Вооружённых Сил СССР» (1978)
- орден Отечественной войны 2-й ст. (06.04.1985)

## Память
Народная художница В. П. Цветкова написала в 1970-е годы портрет С. Я. Троценко.